# 23162 Alexcrook
23162 Alexcrook este un asteroid din centura principală de asteroizi.

## Descriere
23162 Alexcrook este un asteroid din centura principală de asteroizi. A fost descoperit pe 30 martie 2000 la Socorro, New Mexico, în cadrul proiectului LINEAR. Asteroidul prezintă o orbită caracterizată de o semiaxă mare de 2,46 ua, o excentricitate de 0,13 și o înclinație de 1,8° în raport cu ecliptica.